# Maria Musso
Maria Musso   (Torí, 14 de setembre de 1931 - Torí, 29 de gener de 2024) fou una atleta italiana, especialista en el proves combinades, curses de velocitat i tanques, que va competir durant la dècada de 1950.
El 1952 va prendre part en els Jocs Olímpics d'Estiu de Hèlsinki, on quedà eliminada en sèries en la prova dels 80 metres tanques del programa d'atletisme. Quatre anys més tard, als Jocs de Melbourne, disputà dues proves del programa d'atletisme. Fou cinquena en els 4x100 metres, mentre en els 100 metres quedà eliminada en sèries.
En el seu palmarès destaca una medalla de bronze en la prova dels 4x100 metres del Campionat d'Europa d'atletisme de 1954. Formà equip amb Giuseppina Leone, Letizia Bertoni i Milena Greppi. També guanyà sis campionats nacionals, tres de pentatló (1953, 1957, 1959), dos dels 80 metres tanques i (1950, 1957) i un del salt de llargada (1954). Va millorar tres vegades el rècord italià de pentatló i del 4x100 metres.

## Millors marques
- pentatló. 4.003 punts (1954)
- 100 metres. 12.1" (1955)
- 80 metres tanques. 11.5" (1957)[6]